# Puig Anyívol
El Puig Anyívol és una muntanya de 1.195 metres que es troba entre els municipis de Santa Maria de Besora i de Vidrà, a la comarca d'Osona.